# 日本基督教団沼津教会
日本基督教団沼津教会(にほんきりすときょうだんぬまづきょうかい)は静岡県沼津市末広町95番地にある、旧メソジスト系の日本基督教団に所属する教会である。1877年1月15日創立。

## 沿革
1876年(明治9年)9月8日 Ｇ・Ｍ・ミーチャム宣教師、C・S・イビー宣教師と供に来日。
1876年(明治9年)10月 Ｇ・Ｍ・ミーチャム宣教師が外国人英語教師を探していた江原素六(沼津市集成舎《後の沼津市立第一小学校》の校長)に招かれ沼津市に赴任する。
1877年(明治10年)1月15日 ミーチャムが集成舎の校長の江原素六、教官の末吉訳郎と中川貴重、および生徒3名に洗礼を授け、彼等が沼津教会を形成する。
1878年(明治11年) 5月29日　杉山彦六(後の土屋彦六)が赴任し初代牧師となる。
1878年(明治11年) 6月17日　ミーチャム、沼津を去り東京府下谷に赴任。 
1879年(明治12年) 12月21日　ミーチャム、下谷教会を創設。杉山彦六が転任し下谷教会の初代牧師となる。
1979年(明治12年) 山中笑、第2代牧師となる。
1881年(明治14年) 9月18日　ミーチャムが山中笑、平岩愃保、杉山彦六、浅川広湖ら4人に下谷教会で按手礼を授ける。
1882年(明治15年) 杉山彦六、第3代牧師となる。
1883年(明治16年) 杉山彦六、見附教会（後の中遠教会）に転任。
1883年(明治16年) 橋本睦之、第4代牧師となる。上本町に講義所を購入。
1888年(明治21年)7月21日　橋本睦之、浜松教会に転任し第3代牧師となる。
1888年(明治21年) 加藤秋真、富山から転任し第5代牧師となる。会堂用地取得。
1889年(明治22年) 2月9日　会堂献堂。
1889年(明治22年) 7月　加藤秋真牧師、静岡に転任。
1889年(明治22年) 米山定昌、見附中遠教会から転任し第6代牧師となる。旧城内(大手町)に会堂を献堂。
1891年(明治24年) 米山定昌、山梨に転任。
1891年(明治24年) 外山孝平、本郷中央教会より転任し第7代牧師となる。
1892年(明治25年) 中土狩に講義所開く。六軒町に牧師館建築。
1894年(明治27年)7月　山中笑、緑町講義所から転任し第8代牧師となる。
1895年(明治28年) 山中笑、東京牛込教会（後の頌栄教会）に転任。太田虎吉、勝沼より転任し第9代牧師となる。
1896年(明治29年)
- 太田虎吉牧師、藤枝教会へ転任する。
- 8月　外山孝平牧師、静岡教会に転任し7代目牧師となる。

1896年(明治29年) 加藤新太郎、第10代牧師となる。小山に講義所開く。
1900年(明治33年) 土屋彦六(杉山彦六)、第11代牧師となる。
1905年(明治38年) 土屋彦六、吉原教会に転任。
1905年(明治38年) 6月　金沢敬次郎、第12代牧師となる。
1907年(明治40年) 日本メソジスト教会成立に伴い、日本メソジスト教会沼津教会となる。
1908年(明治41年) 5月　金沢敬次郎牧師、渡米。
1908年(明治41年) 5月13日　高北三四郎、第13代牧師となる。高北三四郎はその後、福井に転任。
1911年(明治44年) 池田徳松、第14代牧師となる。池田徳松牧師はその後、隠退。
1913年(大正2年) 3月29日 沼津大火によって会堂を焼失。ミーチャムによる献金を受け、これを記念して後にオルガンを購入する。
1913年(大正2年) 深町正夫、大宮教会より転任し第15代牧師となる。深町正夫牧師はその後、清水教会へ転任。
1915年(大正4年) 会堂再建事業として、会堂跡地に貸長屋を建てる。
1916年(大正5年) 金沢敬次郎、第16代牧師となる。
1917年(大正6年) 4月2日　金沢敬冶牧師、浜松教会に転任し第15代牧師となる。
1917年(大正6年) 4月　川合錠治、札幌から転任し第17代牧師となる。川合錠治はその後、金沢に転任。
1918年(大正7年)10月7日 仮会堂を大手町に献堂。
1920年(大正9年) 飯沼健一、第18代牧師となる。
1921年(大正10年)10月　飯沼健一牧師病気のため辞任。
1922年(大正11年)4月 大友良(まこと)、第19代牧師となる。
1926年(大正15年)12月10日 大手町の土地と長屋を売却し、西宮後町に会堂を献堂。
1930年(昭和5年) 白石喜之介、第20代牧師となる。
1931年(昭和6年) 三井勇、第21代牧師となる。
1935年(昭和10年)4月　三井勇牧師、横浜戸部教会（横浜上原教会）に転任。
1935年(昭和10年) 幸田二郎、第22代牧師となる。
1936年(昭和11年) 教会合同基地「憩の園」完成。
1941年(昭和16年) 日本基督教団の成立に伴い、 日本基督教団沼津教会となる。
1942年(昭和17年) 脇山勇牧師、藤枝教会より赴任し、第23代牧師となる。
1943年(昭和18年) 脇山勇牧師、藤枝教会に転任する。岸本信義牧師、藤枝教会より赴任し第24代牧師となる。
1945年(昭和20年)7月17日 空襲で会堂全焼するも納骨堂が残り、内部に納められていたミーチャムのオルガンが焼失を免れた。
1947年(昭和22年)11月3日 沼津教会・城内教会・新生教会・御成橋教会の４教会合同でクォンセット・ハット型会堂を建設し献堂。
1947年(昭和22年)12月5日 沼津教会、沼津新生教会と合併。
1952年(昭和27年) 幼稚園を開設。
1957年(昭和32年) 岸本信義牧師、辞任。
1957年(昭和32年) 三和磐夫、第25代牧師となる。
1959年(昭和34年) 幼稚園を閉鎖。
1960年(昭和35年) 会堂建て替え。 
1969年(昭和44年) 牧師館新築。 
1974年(昭和49年)11月10日　三和磐夫牧師離任。一時的に無牧となる。
1975年(昭和50年)3月 大沢務、第26代牧師となる。 
1977年(昭和52年) 教育館建築。 
1993年(平成5年) 会堂建て替え。 